# Idiocerus amabilis
Idiocerus amabilis är en insektsart som beskrevs av Ball 1902. Idiocerus amabilis ingår i släktet Idiocerus och familjen dvärgstritar. Inga underarter finns listade i Catalogue of Life.